# Sante di Apollonio
Sante di Apollonio († 1486) war ein in Perugia tätiger Maler.

## Leben
Über diesen Künstler, der 1475 erstmals erwähnt wurde, ist wenig bekannt, obwohl zwei Werke existieren, die im zugeschrieben werden. Er scheint ein enger Mitarbeiter von Bartolomeo Caporali gewesen zu sein und gehörte wahrscheinlich dessen Werkstätte an. Bartolomeo war auch der Testamentsvollstrecker nach Apollonios Tod im Jahre 1486.

## Werke
- Wunder des Heiligen Bernhard von Siena (1473) – Einige Experten sind der Meinung, dass Sante di Apollonio zur so genannten Werkstatt von 1473 gehörte, welche die Tafeln mit den Wundern des Heiligen Bernhard von Siena schuf, die sich heute in der Galleria Nazionale dell’Umbria befinden.

- Triptychon der Gerechtigkeit (1475–1476) – Dieses Triptychon wurde Fiorenzo di Lorenzo zugeschrieben. In den Archiven der Confraternita di Sant’Andrea della Giustizia wurde ein Dokument entdeckte, das den Auftrag an Bartolomeo Caporali und Sante di Apollonio del Celandro belegt.[1] Das Altarbild befand sich im Oratorium SS Andrea e Bernardino, seit 1895 befindet es sich in der Galleria Nazionale.

- Der heilige Sebastian (um 1476) – Die kleine Tafel befindet sich in der Galleria Nazionale und stammt aus der Kirche Santa Maria, Castello di Ripa, außerhalb von Perugia. Sie trägt das Wappen der Familie Narducci und enthält ein Porträt des Stifters. Es wird Sante di Apollonio zugeschrieben und scheint von einem Werk inspiriert worden zu sein, das Andrea Mantegna in Padua nach einem Pestausbruch in den Jahren 1456–1457 malte.

- Decemviri-Altarbild (1495–1496) – Die Decemviri (zehn Magistrate) gaben das Altarbild ursprünglich bei Pietro di Galeotto für ihre Kapelle im Palazzo dei Priori (heute Teil der Galleria Nazionale) in Auftrag. Zum Zeitpunkt von Pietros Tod war es noch nicht fertiggestellt und der Auftrag ging an Perugino über. Als Perugino ein Monat später die Stadt verließ, war das Werk noch nicht begonnen und die Auftrag ging an Sante di Apollonio über, der die obere Tafel mit der Madonna della Misercordia ausführte. Diese Tafel wurde später übermalt.[2]